# 圖隆阿
圖隆阿（1790年—？），字晓山，号殿颺，伊尔根觉罗氏，满洲正黄旗人。嘉庆癸酉科拔贡，丙子科举人，己卯科进士。
历任刑部主事；山西司副主稿；清档房行走；秋蕃处降调七品官；安徽芜湖、青阳县知县等职。
侄子鄂恒是道光六年丙戌科进士。